# Lalandia
Lalandia – nazwa dwóch duńskich ośrodków wypoczynkowych należących do Parken Sport & Entertainment. Oryginalna Lalandia Rødby znajduje się w Rødbyhavn (niewielkie miasto portowe w Danii na południowym wybrzeżu wyspy Lolland. Miasteczko to położone jest ok. 5 km na południowy zachód od miasta Rødby). Ośrodek położony jest w obszarze naturalnego piękna, nieopodal Morza Bałtyckiego i jego piaszczystych plaż.

## Historia
Lalandia Rødby została założona w 1988 roku w Rødby. Od momentu powstania została ona kilkukrotnie rozbudowana o więcej domów wakacyjnych.
Nazwa Lalandia wywodzi się od nazwy wyspy Lolland, która znajduje się w Cieśninach Duńskich na południe od Zelandii, pomiędzy wyspą Falster na wschodzie a Langeland na zachodzie.
Lalandia Billund została otwarta 24 kwietnia 2009 roku. Lalandia Aquadome w Billund to największy park wodny w Skandynawii o powierzchni 10 000 m². Zjeżdżalnie obejmują „Tornado”, które wykorzystuje 4-osobowe pontony i 102-metrową zjeżdżalnię „Twister”.
Lalandia Rødby – ośrodek ten posiada liczne atrakcje, do których zalicza się m.in. (wodne zjeżdżalnie, korty tenisowe, pole golfowe, halę sportową, czy też baseny rekreacyjne ze sztuczną falą). Aquadome jest głównym punktem centralnym Lalandii i jest pełen dzieci i dorosłych korzystających z wielu atrakcji wodnych w 7400 m² basenów z podgrzewaną wodą z wieloma wodnistymi zajęciami. Do dyspozycji Gości są 3 duże kryte baseny, w których można popływać. Inne atrakcje obejmują: piłkę nożną, łyżwiarstwo halowe, minigolfa, badmintona, tenisa i inne zajęcia sportowe. W lipcu 2013 roku Aquadome Lalandia Rødby została uznana za dziesiątą najpopularniejszą atrakcję Danii z 512 000 odwiedzającymi w 2012 roku. Lalandia Billund zajęła szóste miejsce z 620 000 odwiedzającymi.
Aranżacja wnętrza całego kompleksu utrzymana jest w konwencji krajobrazu i klimatu strefy subtropikalnej, gdyż temperatura wody w basenach wynosi 28 °C, natomiast temperatura powietrza oscyluje w okolicach 30 °C.
Na terenie całego kompleksu rekreacyjno-wypoczynkowego znajdują się udogodnienia, nie tylko dla dzieci. W części handlowej obiektu dorośli mogą dokonać zakupów w supermarkecie, czy też sklepie odzieżowym, mogą również skorzystać z oferty rozrywkowej, ponieważ w kompleksie Lalandia znajduje się amfiteatr i dyskoteka.

Mapa gminy

Największymi atrakcjami całego kompleksu są Aquadome i Kraina Monkey Tonkey.
Aquadome – jest kompleksem parku wodnego, w skład którego wchodzą: 3 większe baseny – w tym jeden z falami, które wypuszczane są co godzinę, 4 większe zjeżdżalnie wodne, których wysokość sięga 76 metrów, 65- metrowa zjeżdżalnia z efektami świetlnymi, 52- metrowa szybka zjeżdżalnia, jak również 35- metrowa zjeżdżalnia dla młodszych dzieci. W skład tego kompleksu wchodzi również strefa relaksu, z której rozpościera się widok na Bałtyk, bar Laguna, 3 tekstylne sauny, 4 jacuzzi, w których to temperatura wody się 37 °C. Znaleźć tam również można 8 solariów i dwa brodziki dla najmłodszych o głębokości 25 cm.
Kraina Monkey Tonkey – jest to centrum gier i zabaw, w którym znajdują się takie atrakcje jak: ścianka wspinaczkowa, dmuchany zamek, trampoliny, pokój z klockami lego, mini-baseny, jak również kawiarnia, w której mogą spędzić czas opiekunowie dzieci.
W całym kompleksie wypoczynkowym istnieje również możliwość wynajęcia domku, co upoważnia do bezpłatnego korzystania z basenów.